# 332 км (зупинний пункт, Криворізька дирекція Придніпровської залізниці)
332 кіломе́тр — пасажирський  зупинковий пункт Криворізької дирекції Придніпровської залізниці на  магістральній лінії Мерефа — Херсон, на ділянці Нижньодніпровськ-Вузол — Апостолове.
Розташований поблизу села Петропавлівка Софіївського району Дніпропетровської області між станціями Павлопілля (327 км магістралі) та Жовтокам'янка (345 км магістралі).
На зупикновому пункті розташована (коротка) низька пасажирська платформа біля головної колії магістралі.

## Пасажирське сполучення
Біля пасажирської платформи зупинкового пункту щоденно зупиняються приміські поїзди локомотивної тяги сполученням Дніпро-Лоцманська — Апостолове.
| Рух приміських поїздів по пасажирському зупинковому пункту 332 км |                                |                          |
| №                                                                 | Маршрут сполучення             | Періодичність курсування |
| 6402                                                              | Апостолове — Дніпро-Лоцманська | Щоденно                  |
| 6405                                                              | Дніпро-Лоцманська — Апостолове | Щоденно                  |
| 6408                                                              | Апостолове — Дніпро-Лоцманська | Щоденно                  |
| 6409                                                              | Дніпро-Лоцманська — Апостолове | Щоденно                  |

Історія пасажирського сполучення:
- До 2004 року курсували такі приміські поїзди:  Апостолове — Лошкарівка та Кривий Ріг — Лошкарівка. Після їх скасування було призначено приміські поїзди сполученням: Дніпропетровськ-Південний — Апостолове та Дніпропетровськ-Південний — Кривий Ріг.
- З 2018 року біля платформи зупиняються лише приміські поїзди локомотивної тяги  сполученням Дніпро — Апостолове.